# Калмахи
Калмахи (груз. კალმახის ციხე) — средневековая крепость, расположенная в историческом регионе Тао Грузинского царства (ныне территория Турции). К югу от исторической деревни Соломонис, в современной деревне Евбакан.

## Упоминания
Крепость Калмахи упоминается в следующих письменных источниках: Вахушти Багратиони — «Описание Царства Грузии», Джуаншер — «Жизнь Вахтанга Горгасала», «Хроника», Сумбат Давитисдзе — «Жизнь и деятельность Багратионов», «Летопись Картли», Notitia Antiochena, две армянские рукописи Ватикана и Эчмиадзина.
Вахушти Багратиони об Калмахи:
|                                               | ხოლო კვალად არტანუჯის მდინარის შესართავს ზეით ჭოროხს მოერთვის თორთომის მთიდან გამომდინარე წყალი, რომელი მოდის აღმოსავლეთად: ამ ხევზე კალმახისა არს ციხე კალმახისა, რომელი აღაშენეს პიტიახშთა, დიდ-შენი მაგარი და შეუვალი... |  | Вода из ущелья Артануджи сливается с рекой Чорохи, к ней присоединяется вода с горы Тортоми, которая течёт на восток: на этом ущелье находится крепость Калмахи, построенная питиахшами, огромная и непобедимая… |  |
| Вахушти Багратиони, «Описание Царства Грузии» | |  | |  |

## Местоположение
Крепость располагается в исторической области Тао, которая в настоящее время является частью Турецкой Республики. Были высказаны разные мнения о местоположении крепости. Локализация Вахушти Багратиони не принята современными историками, вместо этого предложены различные теории:
1. Крепость приравнивается к замку Каджисцихе (Тьерри[3]);
2. Рядом с крепостью над церковью Ванки (груз. ვანქი, ვაჩეძორი) (Такаишвили[4]);
3. Есть попытка локализовать её на берегу реки Олтучая (тур. Oltu Çayı; груз. ოლთისის წყალი), между монастырём Ишхани и крепостью Панаскерти.
4. В пениакской долине (тур. Oltu-Penek; груз. პენიაკი), на берегу реки Олтучая, между городами Олуром и Оланом (Эдвардс[5]);
5. Камхис Кале (тур. Kamhis Kalesi) (Баумгартнер[6]).

Камхис Кале или «крепость калмаха» украшает гору, которая возводится в долине реки Кумурлу (тур. Kömürlü) на высоте 1650 м над уровнем моря.

## История
Крепость Калмахи построена в VIII—IX веках, служила резиденцией Гургену I Куропалату. В X—XI веках крепостью и эриставством расположенными в бассейне Чорохи, владел феодальный дом Калмахели. После того как Липарит Багваши при помощи Византии овладел Тао-Кларджети, эристав Сула восстал против Липарита и заключил его в Калмахи. В качестве награды царь Баграт IV передал ему крепости в Самцхе, где их потомки позже будут называться Джакели. В XIII веке крепость Калмахи упоминается в связи с турецкими вторжениями в Тао-Кларджети. Так, по просьбе местного населения Кваркваре Джакели собрал войска и отправился к крепости Калмахи, откуда он тогда сражался с турецкими захватчиками. Из Калмахи происходит евангелие которое в 1520 году было переписано Мелхиседеком по просьбе владельца крепости и его жены.

## Архитектура
Крепость Калмахи (Камхис Кале) археологически не изучена.
Камхис Кале построена на вершине горы. На северной стороне сохранилась 30-метровая часть ограды с двумя круглыми башнями посередине. Фундамент третьей башни выделяется в северо-восточном углу. Ограда построена из грубого камня. Внутренняя часть ограды состояла из двух оборонительных зон. Южная сторона была хуже защищена из-за обрушенной скалы. Ворота должны были быть между двумя средними башнями. Описанная в письменных источниках купольная церковь в крепости разрушена.